# Cessna Citation I

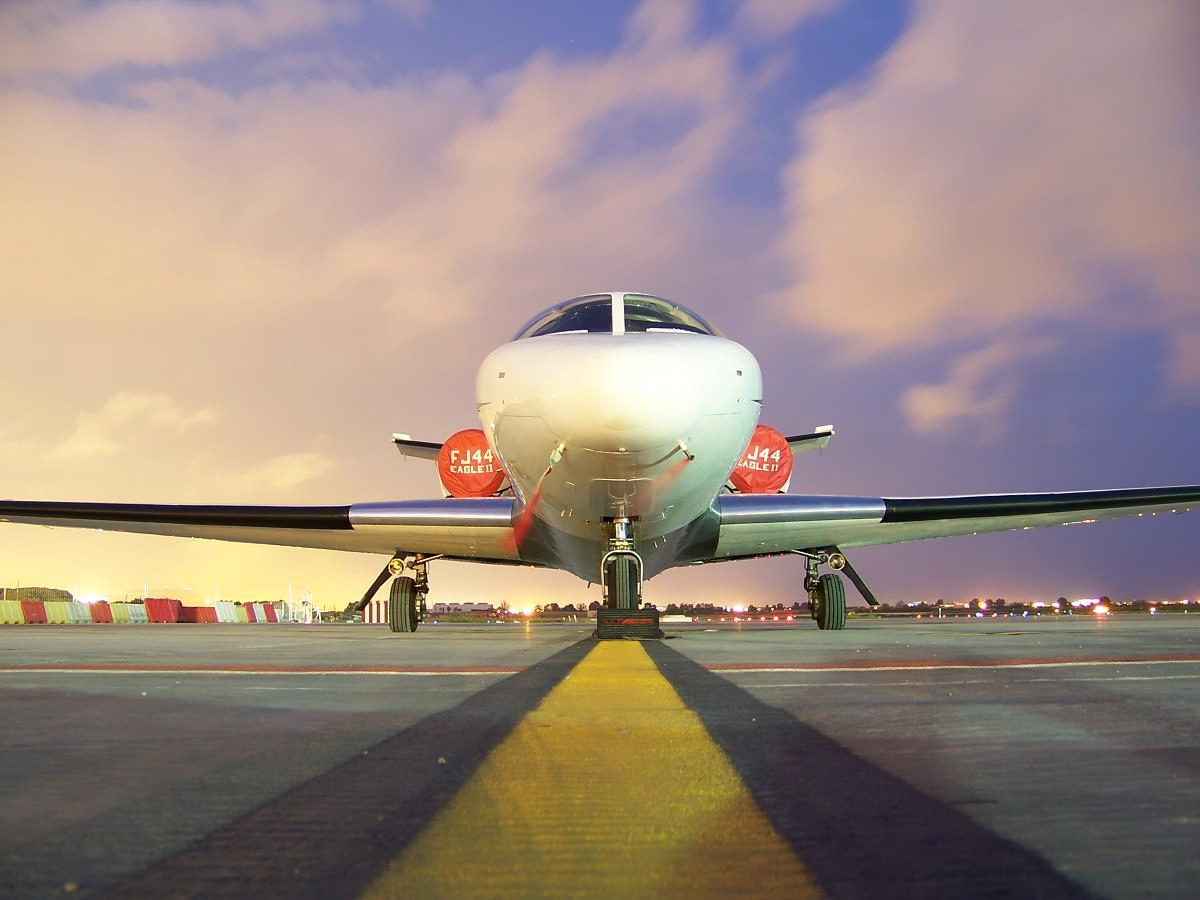

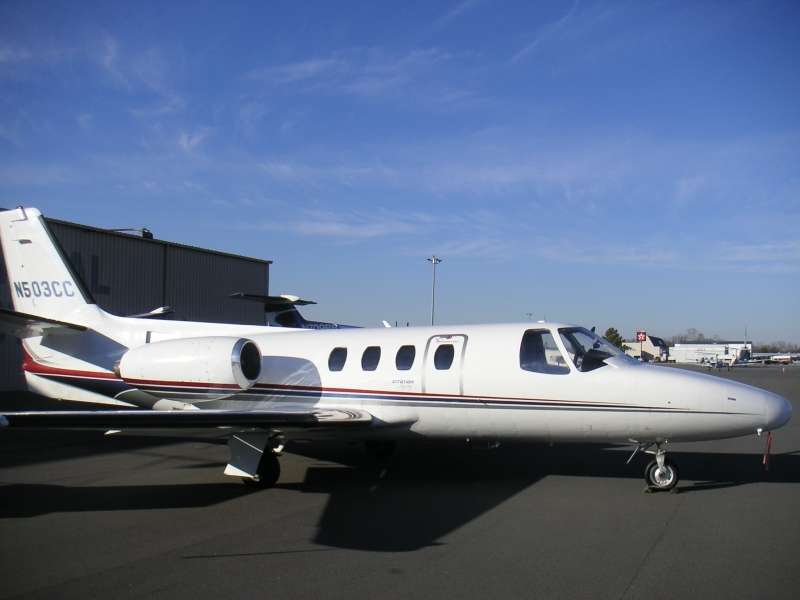

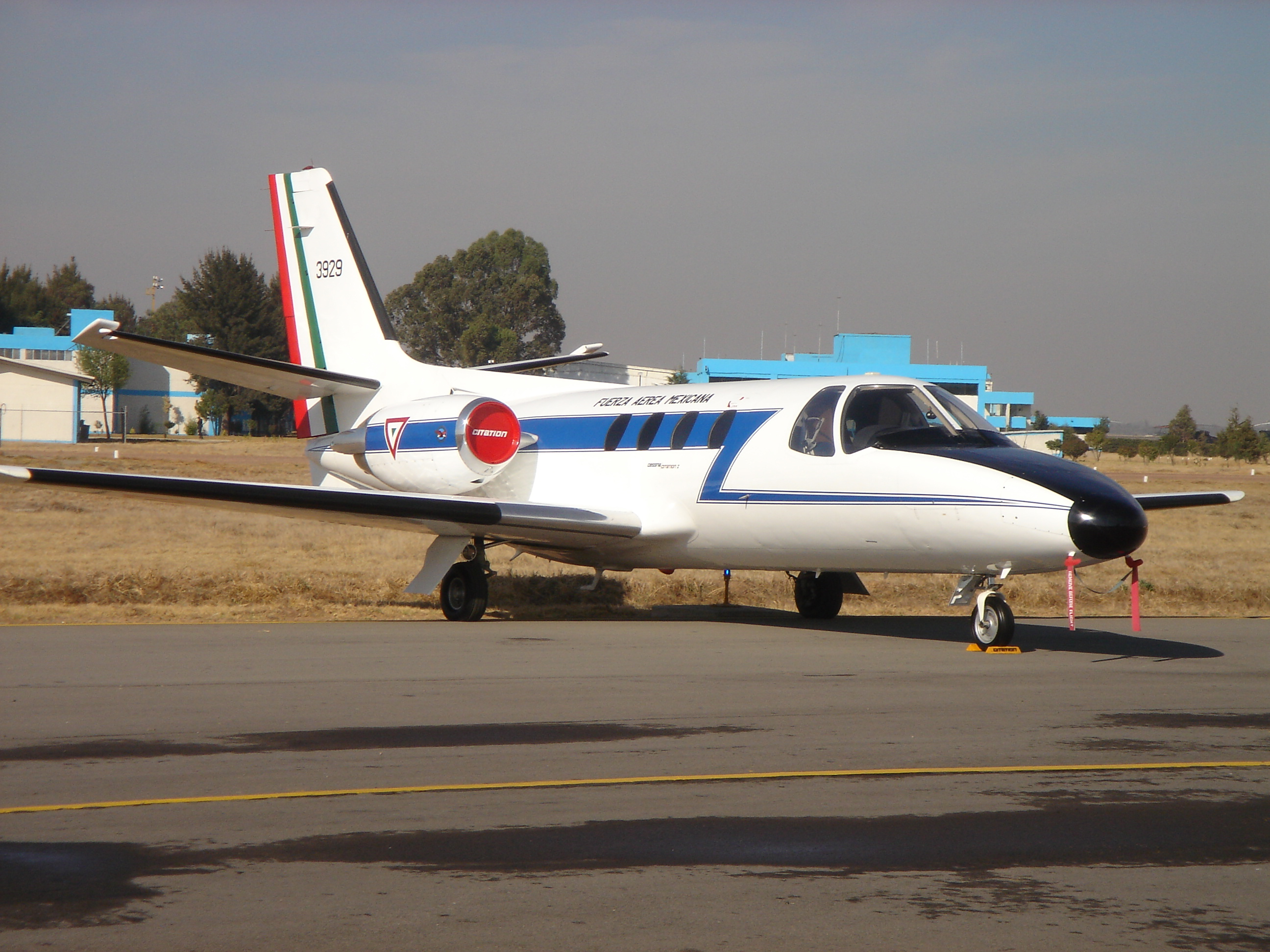

Die Citation I ist ein zweistrahliges Geschäftsreiseflugzeug des amerikanischen Herstellers Cessna. Sie wurde zwischen 1971 und 1985 mehr als 690-mal gebaut und bildet den Grundstein der Cessna-Citation-Familie. Man unterscheidet zwischen der Citation (1971 bis 1976), der Citation I (1976 bis 1985) und der Citation I/SP (1977 bis 1985). Eine verlängerte Version wurde unter dem Namen Cessna Citation II angeboten.

## Name
Der Name Citation stammt von einem Rennpferd.

## Geschichte
Am 15. September 1969 flog zum ersten Mal ein Prototyp der Citation, damals noch unter dem Namen FanJet 500. Cessna hatte sich das Ziel gesetzt, einen Jet zu bauen, der sowohl geringe Betriebs- und Baukosten verursachte als auch sicher und leicht zu handhaben war. Ein weiterer Gesichtspunkt war die Konkurrenz zu bestehenden Propellermaschinen, wie etwa der Beechcraft King Air, die zwar auf Grund ihrer kurzen Startstrecke auch kleinere Flughäfen anfliegen kann, jedoch eine niedrigere Reisegeschwindigkeit bietet. Nachdem Cessna die Position der Triebwerke überarbeitet und den Rumpf verlängert hatte, erhielt das Modell Cessna Citation 500 am 9. September 1971 eine Musterzulassung und wurde 1972 zum ersten Mal ausgeliefert.
Die Cessna Citation I folgte 1976. Diese Variante unterschied sich von der Citation 500 durch ein erhöhtes Abfluggewicht, verlängerte Tragflächen, überarbeitet Triebwerke und Schubumkehr.
1977 folgte die Cessna Citation I/SP (Single Pilot) (Modell 501). Sie bekam eine Single Pilot Certification, was bedeutet, dass sie von einem Piloten alleine geflogen werden darf, womit Cessna sich erneut an die bestehenden Turboprop-Maschinen annäherte, da die meisten dieser Flugzeuge wahlweise auch von nur einem Piloten alleine geflogen werden durften.
Die Citation I wurde bis 1985 hergestellt, als ein Nachfolger ist 1989 der Cessna CitationJet vorgestellt worden.

## Unfälle
- Am 31. Mai 1987 wurde eine Cessna Citation I der Travel-Air (Luftfahrzeugkennzeichen D-IAEC) am Flughafen Lübeck-Blankensee in den Boden geflogen. Bei diesem CFIT (Controlled flight into terrain) wurden 3 der 4 Insassen getötet (siehe auch: Travel-Air-Unfall).

- Am 12. Januar 2014 stürzte eine Cessna Citation I (N452TS) bei Trier ab, wobei alle vier Insassen starben (siehe auch Flugunfall bei Trier 2014).

- Am 29. Mai 2021 stürzte der weltberühmte Filmschauspieler Joe Lara (58) mit seiner Citation I (N66BK, siehe Foto ganz oben) kurz nach dem Start in den Lake Percy Priest bei Smyrna in Tennessee, wobei alle sieben Insassen um das Leben kamen.

## Militärische Nutzer
Argentinien
 Ecuador
 Mexiko
 Venezuela
 Volksrepublik China

## Technische Daten
| Kenngröße            | Citation (500)              | Citation I                  |
| -------------------- | --------------------------- | --------------------------- |
| Besatzung            | 1–2*                        | 2/1–2*                      |
| Passagiere           | 5–7                         | 5–7                         |
| Länge                | 13,26 m                     | 13,26 m                     |
| Spannweite           | 13,32 m                     | 14,35 m                     |
| Höhe                 | 4,36 m                      | 4,36 m                      |
| Nutzlast             | ? kg                        | 710 kg                      |
| Leermasse            | 2455 kg                     | 3008 kg                     |
| max. Startmasse      | 4920 kg                     | 5380 kg                     |
| Reisegeschwindigkeit | 644 km/h                    | 662 km/h                    |
| Dienstgipfelhöhe     | 38.400 ft                   | 41.000 ft                   |
| Reichweite           | 2250 km                     | 2460 km                     |
| Triebwerke           | 2 × Pratt & Whitney JT15D-1 | 2 × Pratt & Whitney JT15D-1 |
| Schub                | 9,79 kN (2200 lbs)          | 9,79 kN (2200 lbs)          |

* Die Cessna Citation I/SP darf wahlweise auch von nur einem Piloten alleine geflogen werden.